# Chermen Valiev
Chermen Valiev (russisch Чермен Ахсарбекович Валиев Tschermen Achsarbekowitsch Walijew; geb. 10. Dezember 1998 in Chassawjurt, Russland) ist ein russisch-albanischer Ringer. Er ist mehrfacher russischer Meister im Weltergewicht und Junioren-Weltmeister. Nach seiner Einbürgerung in Albanien im März 2024 gewann der Ossete an den Olympischen Spielen 2024 in Paris im Freistil Weltergewicht die erste olympische Medaille für Albanien.

## Sportliche Karriere
Valiev hatte eine erfolgreiche Karriere: Er gewann an U23-Weltmeisterschaften und U23-Europameisterschaften Gold- und Silbermedaillen. Auch bei den russischen Meisterschaften stand er während fünf Jahren hintereinander auf dem Podest, holte zwei Mal Gold. Zwischenzeitlich gab es aber auch Rückschläge, so 2020, als er international beim World Cup (Ersatz für die Weltmeisterschaften) nicht überzeugen konnte.
Aufgrund des Kriegs in der Ukraine konnte er als russischer Athlet in der Folge nur eingeschränkt an Turnieren teilnehmen. Außerdem stand er immer im Schatten von Saurbek Sidakow, der meist noch etwas besser war. Es gelang dem albanischen Ringerverband somit, Valiev für einen Nationenwechsel zu motivieren. Verbandspräsident Sahit Prizreni, ein ehemaliger albanischer Spitzern-Ringer, hatte bereits früher russische Athleten für Albanien gewinnen können, die bei verschiedenen Turnieren erfolgreich waren.
Der Start für Albanien war hingegen harzig: An den Ringer-Europameisterschaften 2024 in Bukarest schied er in der ersten Runde aus. Beim internationalen Qualifikationsturnier für die Olympischen Spiele im Mai in Istanbul gelang mit einem dritten Platz zumindest knapp das gewünschte Erfolg. Die Erwartungen an ihn und seine beiden russischen Kollegen vor den Olympischen Spielen in Paris waren deshalb hoch, insbesondere weil viele der besten Ringer nicht antraten: Die russischen Ringer boykottierten die Spiele, weil Abdulraschid Sadulajew als Unterstützer des Ukraine-Kriegs nicht als Neutraler Athlet antreten durfte.

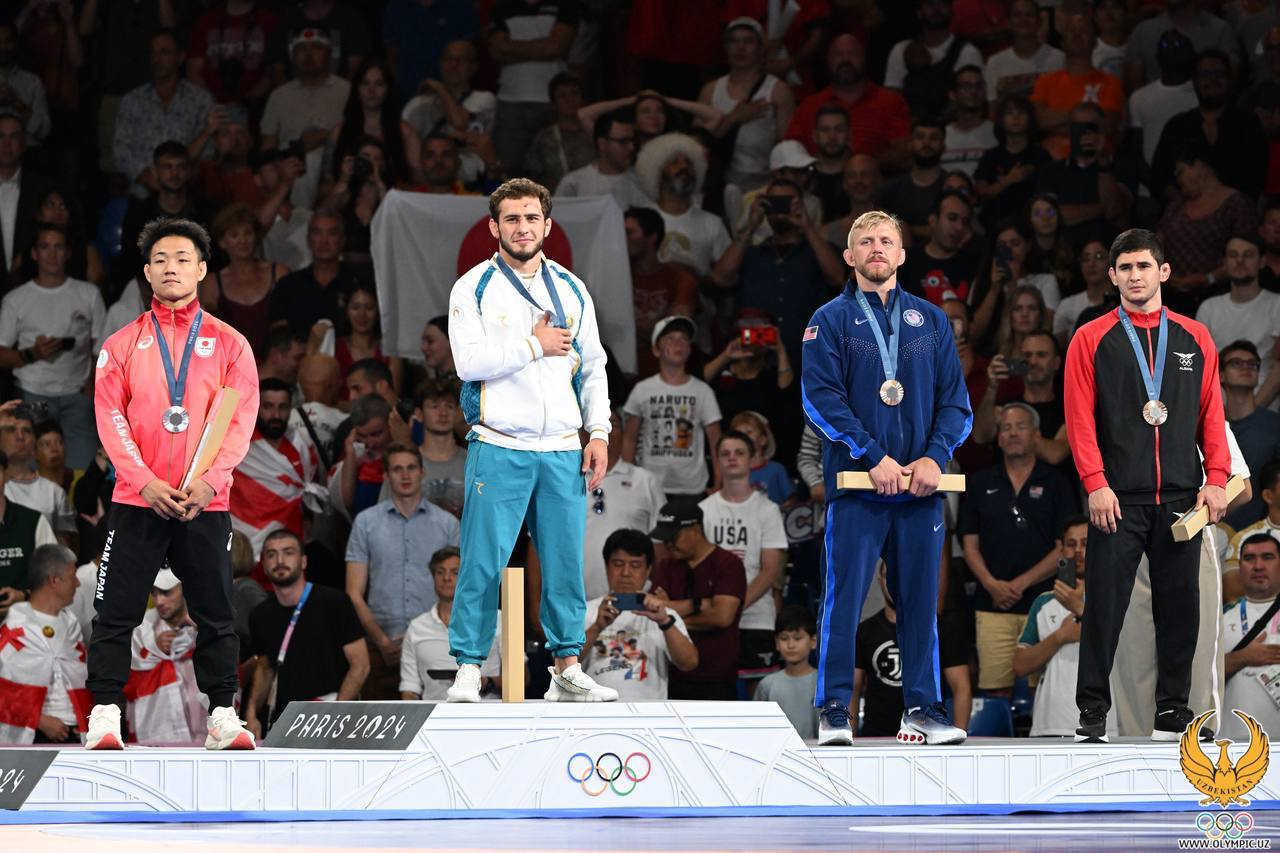
Valiev auf dem Podium in Paris (ganz rechts)

Valiev erfüllte die an ihn gestellten Erwartungen: Nach dem Sieg gegen Turan Bajramow (4:3) aus Aserbaidschan folgte zwar eine Niederlage gegen den Usbeken Razambek Jamalov (5:6). In der Hoffnungsrunde konnte er aber gegen den Weißrussen Mahamedchabib Kadsimahamedau, der als neutraler Athlet antrat, klar mit 2:12. Und auch die Runde um die Bronzemedaille gegen Wiktor Rassadin aus Tadschikistan ging mit einem deutlichen Sieg (6:2) an Valiev. Somit war Chermen Valiev der erste Sportler, der bei Olympischen Spielen für Albanien eine Medaille gewinnen konnte. Zusammen mit Islam Dudaev, der am Folgetag im Leichtgewicht ebenfalls für Albanien eine Bronzemedaille holte, war er einer von sieben in Russland geborenen Athleten, die 2024 in Paris im Ringen eine Medaille für eine andere Nation erkämpften. Valiev und Dudaev wurden bei ihrer Rückkehr nach Tirana gefeiert. Valiev bedankte sich bei Albanien, das er im Herzen habe.
Bei den Europameisterschaften 2025 gewann Valiev für Albanien Gold.